# Tangyuan
Tangyuan är också en kinesisk maträtt, se Tangyuan (maträtt).
Tangyuan är ett härad i Jiamusis stad på prefekturnivå i Heilongjiangprovinsen i Kina.